# Billboard (tijdschrift)

Het beeldmerk van Billboard

Billboard is een Amerikaans weekblad voor de muziekindustrie.

## Geschiedenis

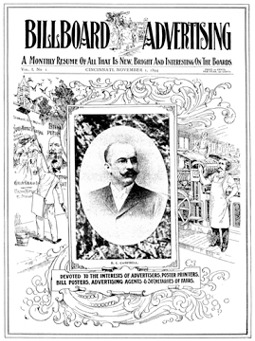
De eerste uitgave van Billboard Advertising uit 1894

Het eerste nummer, getiteld Billboard Advertising, verscheen op 1 november 1894 in Cincinnati als maandblad, bevatte 8 pagina's en kostte 10 dollarcent. De titel 'Billboard' was een idee van een van de oprichters, William H. Donaldson (1864-1925), wiens vader een drukkerij voor affiches had die op reclameborden ('billboards') werden geplakt. Aanvankelijk bewoog Billboard zich op hetzelfde terrein: het reclamevak. De ondertitel van het eerste nummer luidde dan ook: A monthly resume of all that is new, bright and interesting on the boards.
De titel van het tijdschrift werd in 1897 veranderd in The Billboard en vanaf 5 mei 1900 verscheen het wekelijks. Het schonk aandacht aan evenementen als theater, kermis, carnaval, komedie, muziek, opera en vaudeville. In 1913 verscheen het blad voor het eerst met een omslag in kleurendruk. Een jaar eerder was Billboard verhuisd naar een gebouw aan de Opera Place in Cincinnati en dat adres bleef tot na de Tweede Wereldoorlog (toen uit ruimtegebrek opnieuw verhuisd moest worden) niet alleen de locatie waar de kantoren van de uitgeverij waren gevestigd, maar gold ook als ontmoetingsplek voor tallozen uit de wereld van theater en amusement.
De muziekindustrie bestond in de begindagen van Billboard in hoofdzaak uit livemuziek (in de periode 1902-1907 werden rond 30 miljoen stuks bladmuziek verkocht) en de door Edison uitgevonden fonograaf (een apparaat om cilindervormige geluidsdragers af te spelen) en de door Emile Berliner ontwikkelde grammofoon brachten daarin maar langzaam verandering. Billboard besteedde er voornamelijk aandacht aan als deze vindingen werden toegepast in muziekautomaten, de voorlopers van de jukebox. Maar de mate van populariteit van bepaalde composities werd door Billboard al vroeg geregistreerd, hoewel die niet zozeer van de verkoopcijfers van geluidsdragers afhing, en al helemaal niet van de uitvoerende artiesten. Reeds rond 1914 publiceerde het blad lijstjes als "Popular Songs Heard in Vaudeville Theaters Last Week", "The Billboard's Song Hints en, "Songs by American Composers".

### Invloed van radiostations
Een enorme impuls aan de muziekindustrie gaven de radiostations, die rond 1920 in de ether verschenen. Zo werden er in Amerika in 1927 reeds 104 miljoen grammofoonplaten verkocht. Maar toch bleef de inhoud van het tijdschrift voornamelijk gewijd aan de amusementswereld. Pas in de eerste jaren na de Tweede Wereldoorlog verschoof het accent van Billboard langzaam van evenementen naar de platen- en jukeboxindustrie. In 1932, midden in de economische crisis, werd zelfs nog een sectie over speelautomaten toegevoegd. Het is niet overdreven te stellen dat juist dat gedeelte het tijdschrift in financieel opzicht door die moeilijke jaren heeft heen geholpen.

### Hitparades
Zijn internationale bekendheid dankt Billboard vooral aan de in het tijdschrift gepubliceerde hitparades. Het blad publiceerde in de loop der jaren verschillende zich gestaag uitbreidende hitlijsten, zoals voor singles, elpees, countrymuziek, easy listening, r&b en jukebox. De bekendste is wel de nog steeds bestaande lijst van populairste singles, die op 5 november 1955 voor het eerst 100 noteringen vermeldde, Top 100 geheten, een mix van verkoopcijfers en 'airplay'. Op 1 juli 1957 werd de naam veranderd in Top 100 Sides en ten slotte op 4 augustus 1958 in Hot 100. Op 9 januari 1961 kwam het lidwoord in de titel van het tijdschrift te vervallen en luidde deze kortweg Billboard.

### Concurrentie
Met name de weekbladen Cash Box (1940-1996), opgericht door een oud-werknemer van Billboard en in mindere mate Record World (1946-1982) zorgden, vooral in de hoogtijdagen van de 'Top 40 Radio', de jaren zestig, voor stevige concurrentie, maar Billboard overleefde ze allemaal. Een speciale editie van Billboard is zelfs nog enige tijd (1978-1980) in Nederland gepubliceerd onder de titel Billboard Benelux, maar dat werd geen doorslaand succes. Overigens is Billboard, tegenwoordig zowel op papier als digitaal beschikbaar, sinds enige jaren in Nederlandse handen, want het maakt deel uit van uitgevers- en informatieconcern VNU. De geschiedenis van Billboards hitlijsten is vastgelegd in de tientallen door Joel Whitburns Record Research uitgegeven boeken (zie onderstaande link).